# Veddah (jezik)
Veddah (beda, bedda, vaedda, veda, veddha, weda, weddo; ISO 639-3: ved), jezik singaleško-maldivske podskupine indoarijskih jezika, kojim još govori oko 300 (Johnstone 1993) pripadnika naroda Vedda s otoka Cejlona. Etnička pripadnost je daleko veća, 2 500 (2002) u planinama u unutrašnjosti južnog dijela otoka, distrikti Badulla i Polonnaruwa.
Pripadnici etničke grupe poglavito danas govore singaleškim [sin] jezikom.

## Vanjske poveznice
- Veddah (14th)
- Veddah (15th)